# Margarida de Savoia (duquessa d'Anjou)
Margarida de Savoia (Morges, Savoia, 7 d'agost de 1420 - Stuttgart, 30 de setembre de 1479) fou infanta de Savoia i reina consort de Nàpols (1432-1434).
Era filla del duc Amadeu VIII de Savoia, i futur antipapa Fèlix V, i la seva esposa Maria de Borgonya. Era neta per línia paterna del comte Amadeu VII de Savoia i Bonna de Berry, i per línia materna de Felip II de Borgonya i Margarida III de Flandes. Fou germana del també duc Ludovic I de Savoia.
Es casà a Thonon-les-Bains l'agost de 1432 amb el duc Lluís III d'Anjou, comte de Provença i rei de Nàpols. D'aquesta unió no tingueren fills.
Es casà, en segons núpcies, a Heidelberg el 18 d'octubre de 1444 amb el príncep Lluís IV de Pfalz. D'aquesta unió nasqué un fill: el príncep Felip de Ffalz (1448-1508)
Es casà, en tercers núpcies, a Stuttgart el 9 de juliol de 1453 amb el comte Ulric V de Württemberg. D'aquesta unió nasqueren:
- la infanta Elena de Württemburg (1453-1506)
- la infanta Margarida de Württemburg (v 1454-1470)
- la infanta Felipa de Württemburg (v 1454-1475)

Margarida morí a Stuttgart el 1479, i fou enterrada allà.